# Lun'okita
La lun'okita és un mineral de la classe dels fosfats. Rep el nom pel riu Lun'ok, a Rússia, proper a la localitat tipus.

## Característiques
La lun'okita és un fosfat de fórmula química (Mn,Ca)(Mg,Fe,Mn)Al(PO₄)₂OH·4H₂O. Es tracta d'una espècie aprovada per l'Associació Mineralògica Internacional, i publicada per primera vegada el 1983. Cristal·litza en el sistema ortoròmbic. La seva duresa a l'escala de Mohs es troba entre 3 i 4.
Segons la classificació de Nickel-Strunz, la lun'okita pertany a «08.DH: Fosfats amb cations de mida mitjana i gran, (OH, etc.):RO₄ < 1:1» juntament amb els següents minerals: minyulita, leucofosfita, esfeniscidita, tinsleyita, jahnsita-(CaMnFe), jahnsita-(CaMnMg), jahnsita-(CaMnMn), keckita, rittmannita, whiteïta-(CaFeMg), whiteïta-(CaMnMg), whiteïta-(MnFeMg), jahnsita-(MnMnMn), kaluginita, jahnsita-(CaFeFe), jahnsita-(NaFeMg), jahnsita-(NaMnMg), jahnsita-(CaMgMg), manganosegelerita, overita, segelerita, wilhelmvierlingita, juonniïta, calcioferrita, kingsmountita, montgomeryita, zodacita, arseniosiderita, kolfanita, mitridatita, pararobertsita, robertsita, sailaufita, mantienneïta, paulkerrita, benyacarita, xantoxenita, mahnertita, andyrobertsita, calcioandyrobertsita, englishita i bouazzerita.

## Formació i jaciments
Va ser descoberta a la tundra de Voronoi, a l'óblast de Múrmansk (Rússia). També ha estat descrita en altres indrets d'aquesta mateixa província russa, així com del districte de Guarda, a Portugal.